# Dubionki (Mordowia)
Dubionki (ros. Дубёнки, erzja Дубинка) – wieś (ros. село, trb. sieło) w środkowej Rosji, centrum administracyjne Rejonu dubiońskiego w Republice Mordowii.
Wieś położona jest nad rzeką Siuksiurmą. W 2017 r. miejscowość liczyła sobie 3280 mieszkańców.